# Limosilactobacillus reuteri
Limosilactobacillus reuteri, före 2020 kallad Lactobacillus reuteri, är en art mjölksyrabakterie som förekommer i många naturliga miljöer, bland annat i mag- och tarmkanalen hos människor och andra djur. Det förefaller inte vara sjukdomsframkallande och kan ha hälsofrämjande effekt. 
Vid sekelskiftet 1800/1900 förtecknades arten Lactobacillus reuteri i vetenskapliga klassificeringar av mjölksyrebakterier, men den grupperades vid denna tidpunkt felaktigt som underart till Lactobacillus fermentum (numera Limosilactobacillus fermentum). På 1960-talet påvisade mikrobiologen Gerhard Reuter, efter vilken arten sedermera uppkallades, att den borde omklassificeras. 
Arten klassificerades 1980 som en specifik art och föreslogs få benämningen L. reuteri. Den omdöptes i april 2020 till Lm. reuteri under släktet Limosilactobacillus, som bröts ut ur släktet Lactobacillus
Arten Limosilactobacillus reuteri har använts som en modellorganism vid forskning om värddjurs anpassning av mjölksyrabakterier till sina kroppar.  och för att välja ut mag- och tarm-mjölksyrebakterier för fermentering av livsmedel. 

## Förekomst
Lm. reuteri förekommer i vitt skilda naturliga miljöer. Den har isolerats från flera livsmedel, särskilt kött och mjölkprodukter. Den förefaller vara i grunden allmänt förekommande inom djurriket. Hos friska människor finns den i mag- och tarmkanalen och i avföringen. Det är den enda arten av Lactobacillus som finns i svalget hos alla de djurarter som testats, och varje värd verkar ha sin egen specifika underart av Lm. reuteri. Det är möjligt att Lm. reuteri bidrar till värdorganismens hälsa på något sätt.